# Elecciones regionales del Maule de 2024

Las elecciones regionales de la Región del Maule de 2024 se realizaron el 26 y 27 de octubre de 2024, así como en todo Chile, para elegir a los representantes de la administración a nivel regional. La Región del Maule elige a su gobernador y a su Consejo Regional. Esta elección es la primera de carácter regional donde el voto es obligatorio.

## Sistema electoral

### Gobernador
El gobernador regional es elegido por sufragio universal, en un sistema de segunda vuelta. El margen para resultar electo en la primera ronda de votación es un 40% de los votos válidamente emitidos. Si ninguna candidatura logra el 40% de los votos válidamente emitidos, hay una segunda vuelta entre las dos más votadas.
Dura cuatro años en el ejercicio de sus funciones y puede ser reelegido como máximo en una ocasión.

### Consejo Regional
Los consejeros regionales son elegidos mediante representación proporcional. Cada una de las cuatro provincias que componen la región elegirán sus propios consejeros.
| Circunscripción provincial | Número de consejeros |
| -------------------------- | -------------------- |
| Cauquenes                  | 2                    |
| Curicó                     | 6                    |
| Linares                    | 5                    |
| Talca                      | 7                    |
| TOTAL                      | 20                   |

## Candidatos

### Gobernador
Candidaturas declaradas para gobernador del Maule aceptadas por el Servel.
| Candidato | Candidato | Candidato                       | Partido | Pacto                           |
| --------- | --------- | ------------------------------- | ------- | ------------------------------- |
|           |           | Fernanda Aguirre Torres         | PSC     | Partido Social Cristiano        |
|           |           | Pedro Álvarez-Salamanca Ramírez | UDI     | Chile Vamos                     |
|           |           | Gabriel Rojas Rojas             | Ind.    | Ecologistas, animalistas e Ind. |
|           |           | Juan Prieto Correa              | Ind.    | Republicanos                    |
|           |           | Cristina Bravo Castro           | PDC     | Por un Chile Mejor              |

## Resultados

### Gobernador Regional
Con el 100 % de los votos escrutados por el Servel, de acuerdo a la preferencia de votos.
|  | 33.92 % |

|  | 48.26 % |

|  | 23.44 % |

|  | 51.74 % |

|  | 22.20 % |

|  | 13.63 % |

|  | 6.82 % |

### Consejo regional

Distribución de escaños del Consejo Regional de Maule, período 2025-2029. Chile Vamos (10):
RN
UDI Socialismo Democrático (6):
PR
PDC
PPD
PS Republicanos (3)
PLR Frente Amplio (1)
FA

Consejeros electos por provincia con respecto a los partidos en el pacto electoral.
| Provincia | RN                            | PR                             | PS-PPD                           | PDC                             | FA                           | UDI                           | PLR                            |
| --------- | ----------------------------- | ------------------------------ | -------------------------------- | ------------------------------- | ---------------------------- | ----------------------------- | ------------------------------ |
| Cauquenes | Juan Muñoz Saavedra (RN)      |                                |                                  |                                 |                              |                               | Francisco Ruiz Muñoz (PLR)     |
| Curicó    | Gaby Fuentes Yañez (RN)       | Román Pavez Lopez (Ind-PR)     |                                  | Roberto García Parra (PDC)      | Igor Villareal Guajardo (FA) | Mirtha Seguro Ovalle (UDI)    | Dominique Schlack Silva (PLR)  |
| Linares   | Cecilia Parham Mucarquer (RN) |                                | Pablo Gutierrez Pareja (Ind-PPD) |                                 |                              | Alamiro Garrido Cáceres (UDI) |                                |
| Linares   | Francisco Durán Ramírez (RN)  | Imael Fuentes Castro (Ind-UDI) | Pablo Gutierrez Pareja (Ind-PPD) |                                 |                              |                               |                                |
| Talca     | Paola Guajardo Oyarce (RN)    | Silvio del Rio Jimenez (PR)    | Sergio Aguiló Melo (PS)          | Patricio Dominguez Ibarra (PDC) |                              | Raphael Zúñiga Mendoza (UDI)  | Rosanna García Chevecich (PLR) |
| Talca     | Gonzalo Montero Viveros (RN)  | Silvio del Rio Jimenez (PR)    | Sergio Aguiló Melo (PS)          | Patricio Dominguez Ibarra (PDC) |                              | Raphael Zúñiga Mendoza (UDI)  | Rosanna García Chevecich (PLR) |
| Total     | 6                             | 2                              | 2                                | 2                               | 1                            | 4                             | 3                              |